# Bataille de Thouars (1793)
Pour les articles homonymes, voir Bataille de Thouars.
Guerre de Vendée
Batailles
La bataille de Thouars a lieu le 5 mai 1793 lors de la guerre de Vendée. Elle s'achève par la victoire des Vendéens qui prennent d'assaut la ville de Thouars.

## Prélude

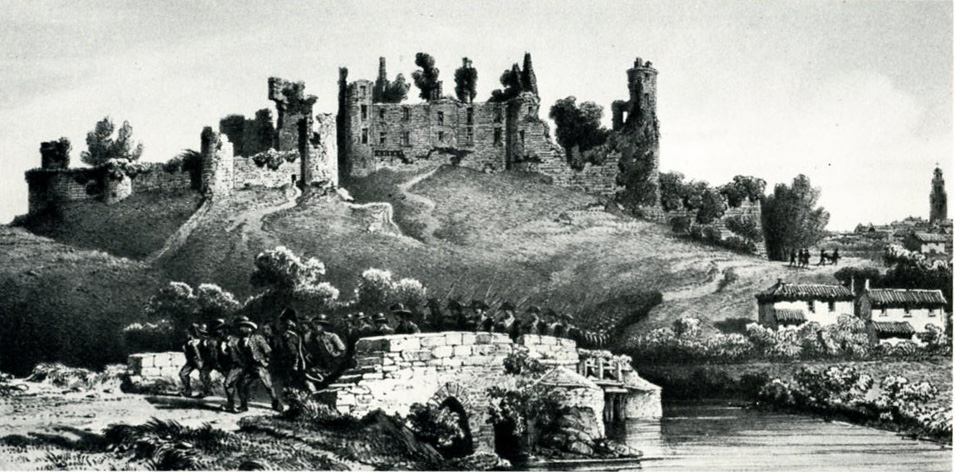
Vue de Bressuire, dessin de Thomas Drake et lithographie d'Henri Daniaud, 1856.

À la fin d'avril 1793, l'offensive républicaine dans les Mauges est repoussée et le général Berruyer est rappelé à Paris,. À l'initiative de Danton, Armand Louis de Gontaut-Biron, ex-duc de Lauzun, est nommé pour le remplacer. Cependant, ce dernier sert alors à l'Armée d'Italie et le général François Leigonyer est chargé d'assurer l'intérim.
De leur côté, les Vendéens préparent la contre-attaque. L'armée insurgée se rassemble à Cholet entre le 26 et le 29 avril. Le 30, elle se met en marche et le 2 mai, elle attaque Argenton-Château,,. La localité est rapidement prise et les 400 à 500 hommes qui forment sa garnison se replient en désordre pour rejoindre les forces du général Pierre Quétineau à Bressuire,,. Le 3 mai, Quétineau s'empresse pendant la nuit d'évacuer Bressuire, qu'il juge indéfendable, et fait retraite sur Thouars,,.
Bressuire est prise par les Vendéens quelques heures après le départ de Quétineau,. Les insurgés délivrent des prisonniers oubliés dans leurs cellules par les républicains, dont trois rejoignent le commandement de l'armée insurgée : Louis de Salgues de Lescure, Gaspard de Bernard de Marigny et Guy Joseph de Donnissan,,. Les Vendéens saisissent également 12 000 cartouches et des vivres.

## Forces en présence

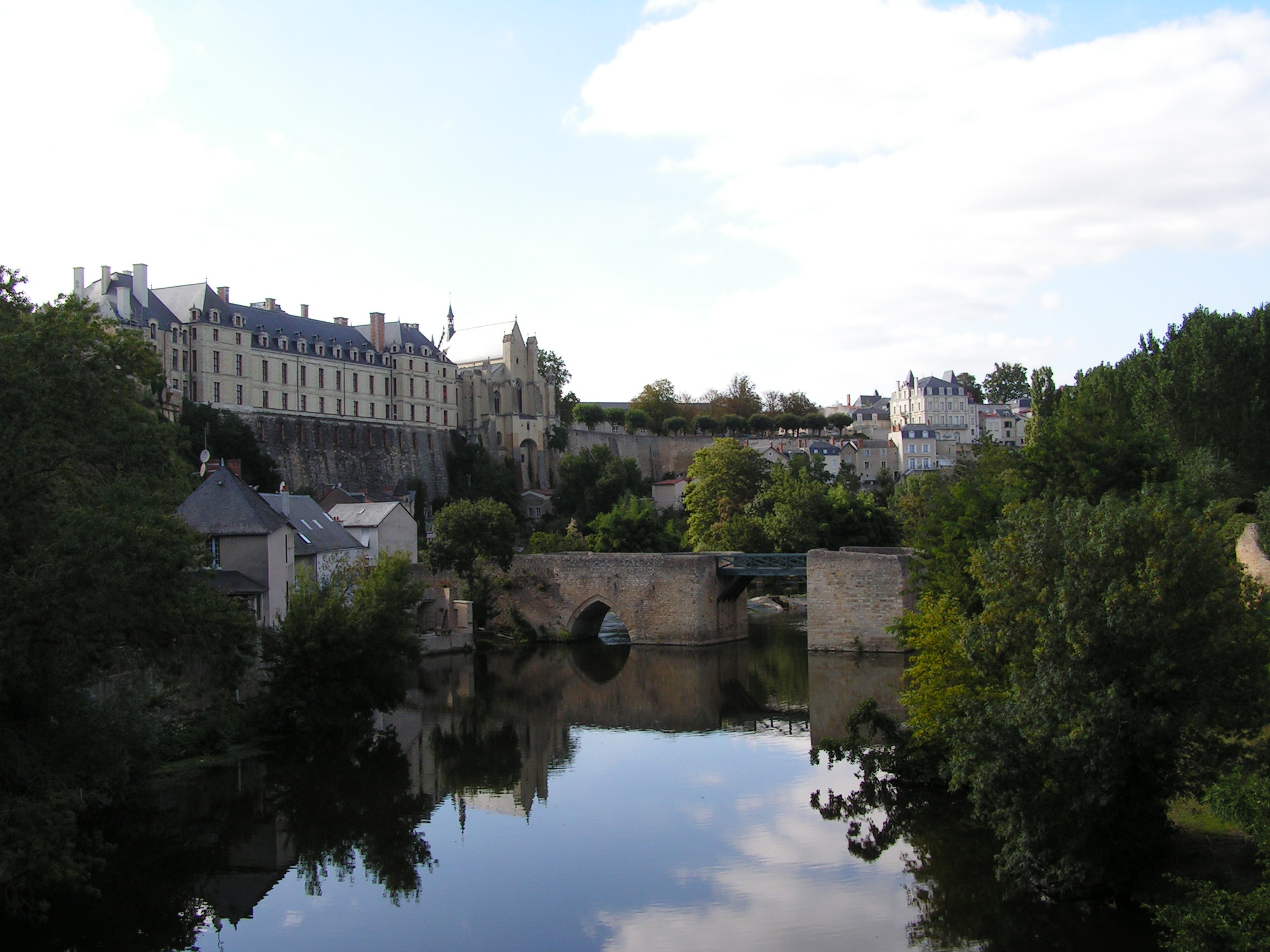
Vue en 2007 du château des ducs de La Trémoille à Thouars et du « pont des Chouans » sur le Thouet.

À Thouars, les forces républicaines alignent entre 3 000 et 5 000 hommes. Dans une lettre adressée à la Convention nationale peu avant la bataille, le général Quétineau écrit lui-même que sa division ne compte que 3 000 hommes. D'après Savary, les effectifs sont répartis de la façon suivante : 2 650 gardes nationaux divisés en cinq bataillons, 325 hommes du 8e bataillon de volontaires du Var, dit des Marseillais, 113 cavaliers divisés en cinq détachements et 62 canonniers des gardes nationales de Poitiers et Saint-Jean-d'Angély. Des volontaires de bataillons des Deux-Sèvres, de la Charente, de la Nièvre et de la Vienne sont également présents. Dans une lettre adressée après la bataille aux représentants en mission, les administrateurs écrivent que la garnison comptait moins de 3 500 hommes. La petite armée de Quétineau est également renforcée par des citoyens des villes et des paysans des environs, réquisitionnés et levés à la hâte,,. Les républicains disposent aussi de douze canons,.
Les Vendéens sont quant à eux forts de 20 000 à 27 000 hommes. Entre un tiers et la moitié d'entre-eux sont armés de fusils. La cavalerie compte 750 hommes et l'artillerie dispose de six canons. Les insurgés sont menés par Maurice d'Elbée, Charles de Bonchamps, Jean-Nicolas Stofflet, Jacques Cathelineau, Henri de La Rochejaquelein, Louis de Lescure, Gaspard de Bernard de Marigny, Guy Joseph de Donnissan, Jean-Louis de Dommaigné et Marie Paul de Scépeaux de Bois-Guignot,,.

## Déroulement

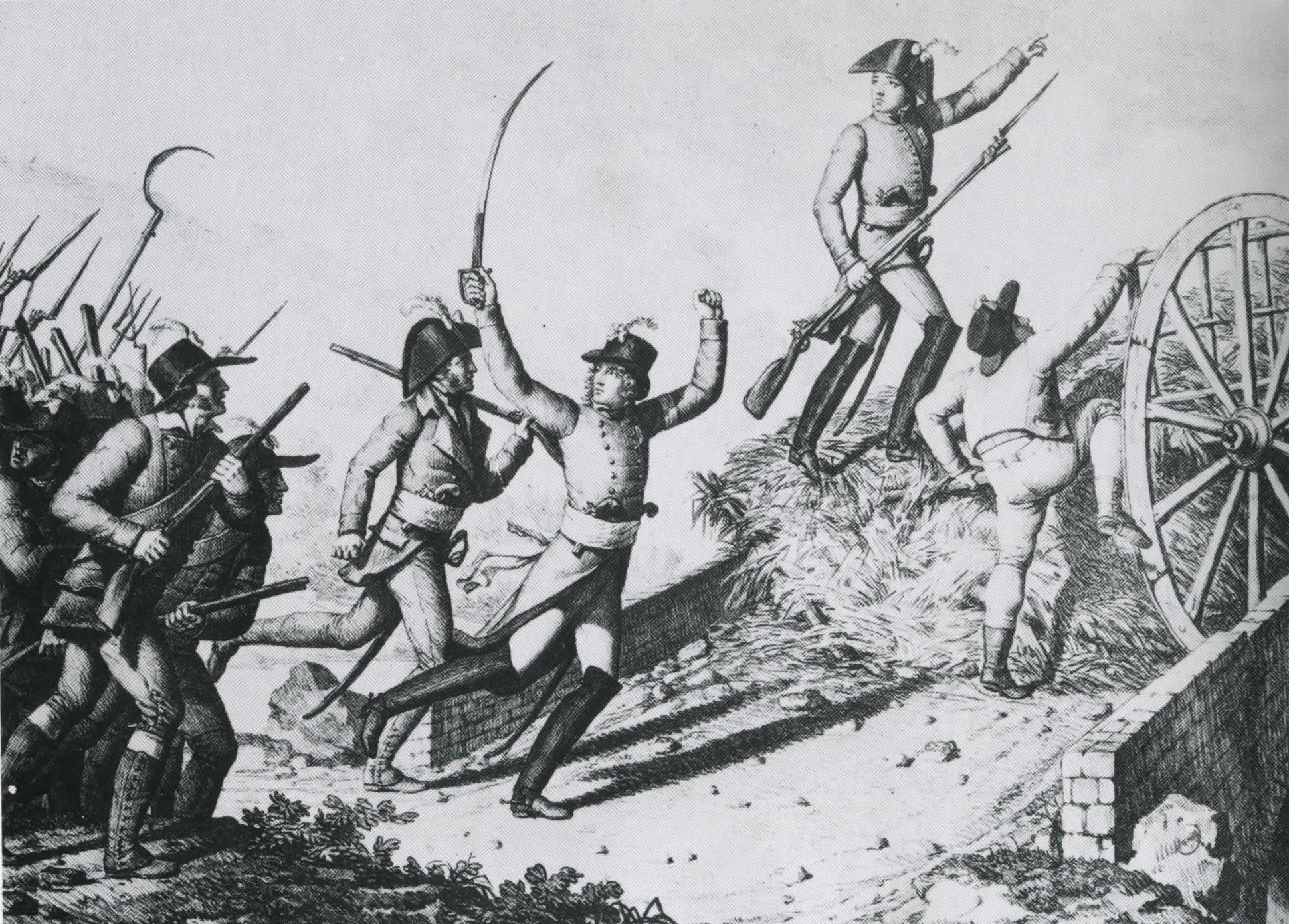
Passage du pont de Vrine, lithographie de Godefroy Engelmann, d'après un dessin de Charpentier et Pasquier, XIXe siècle.

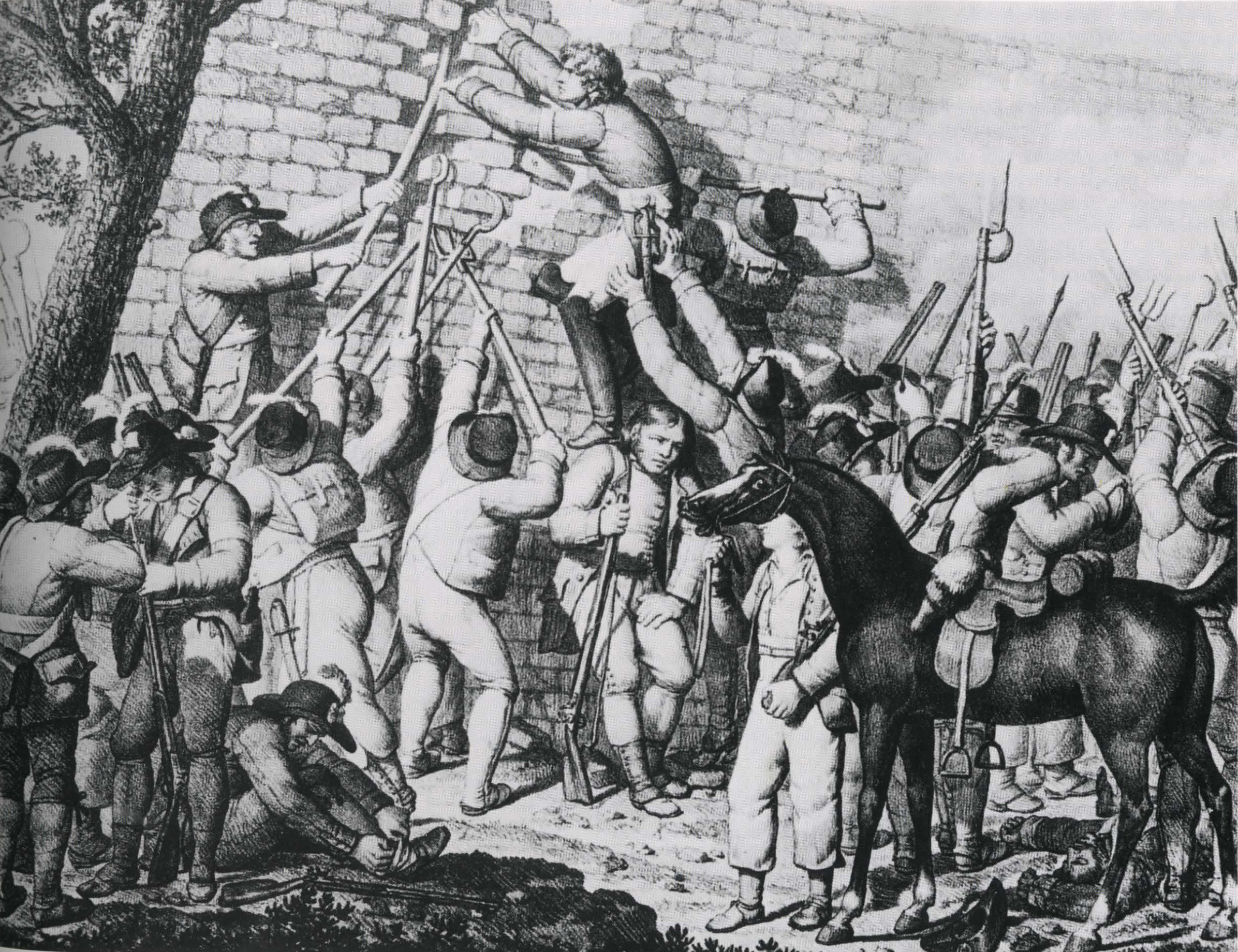
Prise de Thouars, le 5 mai 1793, lithographie de Godefroy Engelmann, d'après un dessin de Charpentier et Pasquier, XIXe siècle.

Le matin du 5 mai, les Vendéens arrivent devant Thouars au niveau du village de Ligron, dans la commune de Sainte-Radegonde, en chantant le Vexilla Regis. Les deux armées sont séparées par un cours d'eau : le Thouet,. Les Vendéens sont à l'ouest de la rivière et les républicains à l'est,. Le passage est praticable sur trois points : au nord, au Gué-au-Riche, près du village de Pompois, à quatre kilomètres de la ville de Thouars ; au centre sur le pont de Vrines, près du villages de Vrines ; et au sud, au pied des vieilles murailles de ville de Thouars, au bac de Saint-Jacques et au pont de Saint-Jean, aussi appelé le pont neuf, puis le « pont aux Chouans ».
La bataille s'engage à cinq heures du matin. Bonchamps attaque au Gué-au-Riche, La Rochejaquelein et Lescure au pont de Vrines, d'Elbée, Stofflet et Cathelineau au bac Saint-Jacques et Marigny et Donnissan au pont Saint-Jean. Quétineau fait déployer 1 000 hommes du bataillon des Marseillais et du bataillon de la Nièvre avec trois canons sur les coteaux pour défendre le pont de Vrines, tandis 300 hommes constitués de volontaires de la Vienne, de gardes nationaux d'Airvault et de gardes nationaux à cheval commandés par Delivenne prennent position au Gué-au-Riche. La ville de Thouars est quant à elle située sur un haut promontoire et est protégée par de vieilles murailles en assez bon état de conservation,.
Les affrontements s'intensifient à partir de huit heures du matin et restent longtemps indécis sur tous les points. À Vrines, les républicains ont laissé le pont partiellement coupé et barré par une charrette de fumier renversée. Sur ce point, les chefs vendéens peinent à entraîner leurs hommes et la fusillade est si vive que La Rochejaquelein doit s'absenter un temps pour aller chercher des munitions. Par deux fois, Lescure se présente seul sur le pont, sous le feu des républicains, pour tenter d'entraîner ses hommes, mais sans succès. Finalement, à trois heures de l'après-midi, La Rochejaquelein, Lescure, un chef nommé Forest et un paysan franchissent seuls le pont. La masse des Vendéens s'élance alors et passe sur la rive droite. Pendant ce temps, au Gué-au-Riche, Bonchamps et Dommaigné, à la tête de la cavalerie, parviennent à venir à bout des volontaires de la Vienne et des gardes nationaux d'Airvault,,. Ils repoussent également la cavalerie républicaine qui fuit jusqu'à Saint-Jean-de-Sauves et prennent à revers les troupes au pont de Vrines, achevant de les mettre en fuite. Quétineau ordonne la retraite sous les murs de la ville,.
Les Vendéens marquent ensuite une pause pour faire traverser le gros de leurs troupes et leurs canons. Les patriotes reprennent un temps courage et se mettent en bataille au nord de la ville, confiants dans la nature du terrain. Mais les tirs des canons vendéens les font fléchir et ils se replient à nouveau derrière les murs de la ville.
Les Vendéens se ruent ensuite sur les remparts au niveau de la rue de Paris et tentent des créer des brèches sur les points les plus faibles des murs, aux moyens de piques et de pioches,. La Rochejaquelein se hisse lui-même sur les épaules d'un combattant nommé Toussaint Texier, agrandit de ses mains une brèche de la muraille, depuis laquelle il fait ensuite feu sur les patriotes,,. Les insurgés parviennent finalement à enfoncer la porte et entrent dans la ville.
Pendant ce temps, au pont de Saint-Jean, les canons commandés par Gaspard de Bernard de Marigny, ancien officier d'artillerie, finissent également par abattre la porte Maillot. Les forces de d'Elbée, Stofflet, Cathelineau et Donnissan s'engouffrent alors dans la ville par le sud. Les différentes colonnes font leur jonction dans le quartier Saint-Laon.
Le général Quétineau fait hisser le drapeau blanc et les combats s'achèvent entre 17 et 19 heures,. Le juge de paix Redon de Puy Jourdain est chargé de la capitulation auprès de Maurice d'Elbée.

## Pertes
À l'exception de quelques volontaires marseillais qui s'enfuient à la nage, la petite armée de Quétineau est presque intégralement faite prisonnière. Dans ses mémoires, la marquise Victoire de Donnissan de La Rochejaquelein écrit que les Vendéens perdent « très peu de monde » lors de l'attaque de Thouars, tandis que les républicains laissent entre 500 et 600 morts et 3 000 prisonniers. Émile Gabory fait également état de 600 républicains tués.
Le butin est également important. Les Vendéens capturent douze canons,, vingt caissons et s'emparent de plusieurs milliers de fusils et de munitions,. Ils saisissent un trésor de 500 000 livres constitué d'objets d'or et d'argent dérobés dans les églises et d'une presse aux assignats.
Les prisonniers sont enfermés dans la cour du château, où ils demeurent 24 heures sans manger et presque sans boire, et sont dépouillés de leurs uniformes, qui sont brûlés. Ils sont finalement relâchés le 7 mai en échange du serment de ne plus porter les armes contre la Vendée,,.
Mis à part quelques insultes de la part de Stofflet, le général Quétineau est traité très courtoisement par les chefs vendéens,. Il dîne avec eux au château et partage la chambre de Bonchamps dans l'hôtel Brossier de la Charpagne, son ancien quartier-général devenu celui de l'armée vendéenne,. Il refuse les offres faites par les chefs royalistes de rejoindre l'armée vendéenne ou de demeurer comme prisonnier sur parole,. Le 8 mai, il obtient un passeport qui lui permet de quitter Thouars et il se présente à Doué au général Leigonyer qui le fait mettre aux arrêts.

## Conséquences
Les Vendéens brûlent l'arbre de la liberté, ainsi que les papiers de l'administration et les archives,. Les termes de la capitulation sont respectés par les insurgés qui ne commettent ni pillage, ni exaction,. Des volontaires rallient également l'armée insurgée, notamment La Ville-Baugé, Dupeyrat et Gabriel Guyot de Folleville, dit l'« évêque d'Agra »,.
Les chefs vendéens envisagent un moment de marcher vers l'est, sur Loudun, Mirebeau et Poitiers afin de soulever les environs. Le 8 mai, un détachement vendéen entre dans Loudun sans rencontrer de résistance, mais les habitants ne font aucune démonstration en faveur de la cause royaliste. Les insurgés se contentent de piller les caisses publiques et de brûler l'arbre de la liberté et les papiers du district avant de se replier.
Les chefs royalistes décident alors de se porter en direction du sud pour soutenir l'armée du Centre commandée par Royrand. L'armée vendéenne quitte Thouars le 9 mai et se porte sur Parthenay, qui est prise le 9 en fin de journée.
Du côté de Saumur, le général républicain Leigonyer avertit également de la faiblesse de sa position : il déclare ainsi le 5 mai qu'il n'a plus que 3 000 paysans mal armés pour défendre le poste de Doué, puis le 7 qu'il n'en a plus que 2 000, les désertions étant continuelles, et qu'il n'a été renforcé que par 200 hommes de la Légion Rosenthal.
L'annonce de la prise de Thouars provoque un fort émoi du côté des républicains. Le 7 mai, dans une lettre adressée depuis Tours à la Convention nationale, le représentant en mission Tallien qualifie le général Quétineau d'« agent de Dumouriez » et affirme que « tandis que Quétineau et l'armée qu'il commandait se sont lâchement rendus, les intrépides Marseillais ont seuls combattu jusqu'à la dernière extrémité ; [...] il n'en est resté que six »,. Le 11 mai, à la Convention nationale, plusieurs députés accusent Quétineau de trahison et de fraternisation avec les chefs rebelles. La Convention décrète également que dès que la ville de « Thouars sera restituée au pouvoir de la République, il y sera élevé un monument en l'honneur des Marseillais qui ont péri en le défendant contre les rebelles ». Cependant la légende des Marseillais est de courte durée, certains fuyards de ce bataillon étant signalé à Poitiers et Parthenay, tandis que d'autres volontaires, dont le chef de bataillon Peu, font partie des prisonniers capturés puis relâchés à Thouars,. Quétineau est quant à lui envoyé à Paris, où il est enfermé pendant plusieurs mois dans la prison de l'Abbaye. Le 26 décembre 1793, le député Goupilleau de Montaigu obtient de la Convention nationale un décret ordonnant qu'il soit déféré devant le Tribunal révolutionnaire. Condamné à mort, le général Quétineau est guillotiné le 17 mars 1794.